# 男子第47回・女子第42回全日本学生バスケットボール選手権大会
男子第47回・女子第42回 全日本学生バスケットボール選手権大会（だんしだい47かい・じょしだい42かい ぜんにほんがくせいバスケットボールせんしゅけんたいかい）は、1995年11月19日から26日までの8日間にわたって国立代々木競技場第二体育館などで行われた全日本学生バスケットボール選手権大会。

## 会場
- 代々木第二体育館
- 駒沢オリンピック公園総合運動場屋内球技場
- 早稲田大学記念会堂

## 出場校

### 男子
北海道・東北
- 北海道1位 札幌大学（10年連続23回目）
- 北海道2位 道都大学（4年連続9回目）
- 東北1位 秋田経済法科大学（9年連続11回目）
- 東北2位 東北学院大学（2年連続33回目）

関東
- 関東1位 日本大学（44年連続44回目）
- 関東2位 専修大学（11年連続30回目）
- 関東3位 日本体育大学（39年連続39回目）
- 関東4位 筑波大学（47年連続47回目）
- 関東5位 拓殖大学（25年連続25回目）
- 関東6位 順天堂大学（14年連続17回目）
- 関東7位 中央大学（19年連続40回目）
- 関東8位 法政大学（7年連続38回目）
- 関東9位 青山学院大学（13年連続19回目）
- 関東10位 明治大学（2年連続42回目）
- 関東11位 関東学院大学（2年ぶり6回目）
- 関東12位 早稲田大学（4年連続42回目）
- 関東13位 慶應義塾大学（6年連続40回目）

北信越・東海
- 北信越1位 金沢工業大学（6年連続12回目）
- 北信越2位 金沢大学（2年連続31回目）
- 東海1位 愛知学泉大学（8年連続8回目）
- 東海2位 愛知学院大学（5年ぶり4回目）
- 東海3位 中京大学（2年ぶり34回目）

近畿
- 関西1位 京都産業大学（25年連続25回目）
- 関西2位 流通科学大学（2年連続2回目）
- 関西3位 立命館大学（7年連続18回目）
- 関西4位 同志社大学（44年連続46回目）
- 関西5位 大阪体育大学（24年連続24回目）
- 関西6位 近畿大学（17年連続35回目）

中国・四国
- 中国1位 広島経済大学（初出場）
- 中国2位 倉敷芸術科学大学（初出場）
- 四国1位 徳島大学（8年ぶり4回目）

九州
- 九州1位 九州産業大学（5年連続24回目）
- 九州2位 福岡大学（5年連続36回目）
- 九州3位 鹿屋体育大学（3年連続5回目）

### 女子
北海道・東北
- 北海道1位 北海道女子短期大学（11年連続24回目）
- 北海道2位 北海道教育大学旭川校（初出場）
- 東北1位 東北学院大学（7年連続14回目）
- 東北2位 岩手大学（2年ぶり21回目）

関東
- 関東1位 日本体育大学（41年連続41回目）
- 関東2位 青山学院大学（11年連続32回目）
- 関東3位 日本女子体育大学（41年連続41回目）
- 関東4位 筑波大学（41年連続41回目）
- 関東5位 早稲田大学（5年連続7回目）
- 関東6位 専修大学（12年連続12回目）
- 関東7位 東京学芸大学（3年連続23回目）
- 関東8位 東京女子体育大学（8年連続23回目）
- 関東9位 埼玉大学（4年ぶり6回目）

北信越
- 北信越1位 新潟大学（9年連続12回目）
- 北信越2位 信州大学（2年連続10回目）

東海
- 東海1位 愛知学泉大学（15年連続38回目）
- 東海2位 名古屋経済大学（14年連続28回目）
- 東海3位 中京大学（2年ぶり15回目）
- 東海4位 豊田短期大学（2年連続2回目）

近畿
- 関西1位 大阪体育大学（26年連続26回目）
- 関西2位 大阪薫英女子短期大学（19年連続19回目）
- 関西3位 立命館大学（初出場）
- 関西4位 武庫川女子大学（11年連続30回目）
- 関西5位 樟蔭東女子短期大学（20年連続20回目）
- 関西6位 天理大学（12年連続23回目）

中国・四国
- 中国1位 広島大学（2年ぶり17回目）
- 中国2位 徳山大学（4年連続5回目）
- 四国1位 松山大学（7年連続7回目）
- 四国2位 聖カタリナ女子大学（3年ぶり6回目）

九州
- 九州1位 鹿屋体育大学（3年連続8回目）
- 九州2位 福岡教育大学（2年連続16回目）
- 九州3位 福岡大学（7年連続10回目）

## 試合結果

### 男子
1回戦
- 福岡大 84 - 60 慶應義塾大
- 鹿屋体育大 87 - 65 道都大

2回戦
- 日本大 121 - 57 福岡大
- 青山学院大 115 - 42 徳島大
- 秋田経済法科大 94 - 30 倉敷芸術科学大
- 京都産業大 90 - 49 東北学院大
- 愛知学泉大 65 - 58 流通科学大
- 順天堂大 56 - 51 大阪体育大
- 法政大 77 - 69 同志社大
- 筑波大 76 - 56 中京大

- 日本体育大 115 - 51 立命館大
- 早稲田大 84 - 68 広島経済大
- 関東学院大 89 - 51 愛知学泉大
- 九州産業大 70 - 39 金沢大
- 拓殖大 80 - 53 金沢工業大
- 明治大 85 - 79 近畿大
- 中央大 81 - 57 札幌大
- 専修大 100 - 71 鹿屋体育大

3回戦
- 日本大 89 - 74 青山学院大
- 京都産業大 71 - 61 秋田経済法科大
- 順天堂大 52 - 49 愛知学泉大
- 筑波大 66 - 61 法政大

- 日本体育大 85 - 77 早稲田大
- 九州産業大 87 - 68 関東学院大
- 拓殖大 79 - 47 明治大
- 中央大 83 - 78 専修大

4回戦
- 日本大 100 - 74 京都産業大
- 筑波大 65 - 53 順天堂大
- 日本体育大 108 - 102 九州産業大
- 拓殖大 70 - 60 中央大

5～8位決定戦
- 順天堂大 64 - 56 中央大
- 京都産業大 82 - 63 九州産業大

7位決定戦
- 九州産業大 95 - 63 中央大

5位決定戦
- 順天堂大 71 - 55 京都産業大

決勝リーグ
| 順位 | チーム     | 日本大   | 拓殖大  | 日本体育大 | 筑波大  | 勝敗   | 得点 | 失点 | 差  | 勝点 |
| ---- | ---------- | -------- | ------- | ---------- | ------- | ------ | ---- | ---- | --- | ---- |
| 1    | 日本大     | -        | ○ 78-60 | ○ 103-91   | ◯ 79-73 | 3勝0敗 | 260  | 224  | +36 | 6    |
| 2    | 拓殖大     | ● 60-78  | -       | ○ 95-82    | ○ 69-56 | 2勝1敗 | 224  | 216  | +8  | 5    |
| 3    | 日本体育大 | ● 91-103 | ● 82-95 | -          | ◯ 95-88 | 1勝2敗 | 268  | 286  | -18 | 4    |
| 4    | 筑波大     | ● 73-79  | ● 56-69 | ● 88-95    | -       | 0勝3敗 | 217  | 243  | -26 | 3    |

### 女子
1回戦
- 愛知学泉大 80 - 35 福岡教育大
- 鹿屋体育大 70 - 43 徳山大
- 東京学芸大 78 - 56 天理大
- 早稲田大 79 - 53 新潟大
- 日本女子体育大 115 - 28 松山大
- 名古屋経済大 85 - 74 専修大
- 武庫川女子大 76 - 47 埼玉大
- 青山学院大 89 - 43 北海道女子短大

- 大阪体育大 89 - 45 中央大
- 樟蔭東女子短大 77 - 35 信州大
- 立命館大 62 - 51 豊田短大
- 筑波大 101 - 45 北海道教育大旭川
- 大阪薫英女子短大 74 - 39 福岡大
- 岩手大 66 - 58 東京女子体育大
- 東北学院大 70 - 31 聖カタリナ女子大
- 日本体育大 99 - 35 広島大

2回戦
- 愛知学泉大 72 - 48 鹿屋体育大
- 早稲田大 61 - 50 東京学芸大
- 日本女子体育大 67 - 46 名古屋経済大
- 青山学院大 55 - 42 武庫川女子大

- 樟蔭東女子短大 46 - 42 大阪体育大
- 筑波大 75 - 62 立命館大
- 大阪薫英女子短大 63 - 34 岩手大
- 日本体育大 84 - 53 東北学院大

3回戦
- 愛知学泉大 83 - 31 早稲田大
- 青山学院大 42 - 39 日本女子体育大
- 筑波大 70 - 45 樟蔭東女子短大
- 日本体育大 73 - 60 大阪薫英女子短大

5～8位決定戦
- 日本女子体育大 40 - 38 大阪薫英女子短大
- 早稲田大 72 - 53 樟蔭東女子短大

7位決定戦
- 大阪薫英女子短大 68 - 44 樟蔭東女子短大

5位決定戦
- 早稲田大 58 - 54 日本女子体育大

決勝リーグ
| 順位 | チーム     | 日本体育大 | 愛知学泉大 | 青山学院大 | 筑波大  | 勝敗   | 得点 | 失点 | 差  | 勝点 |
| ---- | ---------- | ---------- | ---------- | ---------- | ------- | ------ | ---- | ---- | --- | ---- |
| 1    | 日本体育大 | -          | ○ 67-57    | ○ 74-70    | ◯ 63-55 | 3勝0敗 | 204  | 182  | +22 | 6    |
| 2    | 愛知学泉大 | ● 57-67    | -          | ○ 50-35    | ○ 79-51 | 2勝1敗 | 186  | 153  | +33 | 5    |
| 3    | 青山学院大 | ● 70-74    | ● 35-50    | -          | ◯ 60-48 | 1勝2敗 | 165  | 172  | -7  | 4    |
| 4    | 筑波大     | ● 55-63    | ● 51-79    | ● 48-60    | -       | 0勝3敗 | 154  | 202  | -48 | 3    |

## 順位
| 順位   | 男子         | 男子          | 女子                 | 女子          |
| 順位   | 大学名       | 備考          | 大学名               | 備考          |
| ------ | ------------ | ------------- | -------------------- | ------------- |
| 優勝   | 日本大学     | 2年ぶり10回目 | 日本体育大学         | 5年ぶり15回目 |
| 準優勝 | 拓殖大学     |               | 愛知学泉大学         |               |
| 3位    | 日本体育大学 |               | 青山学院大学         |               |
| 4位    | 筑波大学     |               | 筑波大学             |               |
| 5位    | 順天堂大学   |               | 早稲田大学           |               |
| 6位    | 京都産業大学 |               | 日本女子体育大学     |               |
| 7位    | 九州産業大学 |               | 大阪薫英女子短期大学 |               |
| 8位    | 中央大学     |               | 樟蔭東女子短期大学   |               |

## 表彰
| タイトル       | 男子            | 男子                    | 男子  | 女子                       | 女子                                    | 女子  |
| タイトル       | 選手名          | 所属                    | 備考  | 選手名                     | 所属                                    | 備考  |
| -------------- | --------------- | ----------------------- | ----- | -------------------------- | --------------------------------------- | ----- |
| 得点王         | 鈴木浩平        | 日本体育大、2年         | 74点  | 永嶋妙子                   | 青山学院大、3年                         | 51点  |
| 3P王           | 仲村直人        | 日本体育大、1年         | 17本  | 永嶋妙子                   | 青山学院大、3年                         | 7本   |
| リバウンド王   | 富永啓之        | 日本大、4年             | 36REB | 柴崎美奈                   | 筑波大、2年                             | 28REB |
| アシスト王     | 岡村憲司        | 日本大、4年             | 13本  | 宮本経子                   | 青山学院大、4年                         | 11本  |
| ディフェンス王 | 田口智之 諸留逸 | 筑波大、3年 筑波大、2年 |       | 柴崎美奈 土橋里美 石田佳子 | 筑波大、2年 筑波大、1年 日本体育大、2年 |       |
| 優秀選手       | 富永啓之        | 日本大、4年             |       | 佐々木綾                   | 日本体育大、3年                         |       |
| 優秀選手       | 折腹祐樹        | 拓殖大、4年             |       | 石田佳子                   | 日本体育大、2年                         |       |
| 優秀選手       | 大江俊之        | 日本体育大、2年         |       | 松野美佐子                 | 愛知学泉大、3年                         |       |
| 優秀選手       | 父川雅司        | 筑波大、4年             |       | 近藤智子                   | 青山学院大、3年                         |       |
| 敢闘賞         | 納谷幸二        | 拓殖大、4年             |       | 眞鍋かおり                 | 愛知学泉大、3年                         |       |
| MVP            | 岡村憲司        | 日本大、4年             |       | 鈴木泉                     | 日本体育大、4年                         |       |